# サービス・ビューロー会社
サービス・ビューロー会社（英語: Service Bureau Corporation、略称：SBC）の起源は、アメリカIBM社が1932年に開始したサービス・ビューロー部門にある。この部門は、1957年にスピンオフされて、IBMの活発な事業の一つとなった。
IBMは1920年代に、アメリカ主要都市にサービス・ビューローを設置して、ユーザーが最初はパンチカードシステム、次にはコンピューター・システムを、こうした機器をリースしてフルタイムに利用できない（あるいは利用する必要がない）場合に、利用できるようにした。1957年のアメリカ合衆国司法省との同意条件で、IBMはSBCをスピンオフして、アームズ・レングス原則の子会社扱いをした。
1963年、IBMはいくつかの情報処理製品の販売をSBCへ移管した。それらはCALL/360（タイムシェアリング・サービス）、QUIKTRAN、 BASIC、DATATEXTなどである。
1973年、完成もしていないIBM System/360 Model 92を宣伝して独占禁止法違反に問われた際の措置として、IBMはサービス・ビューロー会社を、同様な事業を展開始めていたコントロール・データ社へ、160万ドルで売却した。
IBM社のサービスビューロ―事業は海外へも展開されて、日本IBMでは初めサービス・ビューロ―、後にデータ・センターという名称が使われた。IBM System/360の発表前にはIBM社最強コンピューターといわれたIBM 7090システムは、日本には3台設置されていて、1台は日本IBMのデータ・センター（東京・ワカ末ビル）に設置されて、他の2台（東芝と三菱総合研究所）と共に、日本の科学計算（原子力関係）には欠かせない存在であった。

## 参照項目
- コントロール・データ社対IBM (1968-1973 Control Data Corp. v. IBM)